# Pancorius borneensis
Pancorius borneensis är en spindelart som beskrevs av Simon 1902. Pancorius borneensis ingår i släktet Pancorius och familjen hoppspindlar. Inga underarter finns listade i Catalogue of Life.